# Sophie Bresson-Rochard
Pour les articles homonymes, voir Rochard.
Sophie Bresson-Rochard née à Paris le 26 juin 1804 et morte dans la même ville le 14 avril 1874 est une peintre française.

## Biographie
Sophie Bresson naît à Paris le 26 juin 1804, elle est la fille de Jean Jaques Casimir Bresson et de Françoise Henriette Lecamus.
Elle expose au Salon de 1834 à 1837 sous son nom de naissance. Elle reçoit une médaille de 3e classe en 1835.
En 1838, elle épouse Jean-Félix Rochard, docteur en médecine (1808-1886).
En septembre 1839, elle donne naissance à un garçon prénommé Félix Bernard Albert. Étudiant en médecine, ce dernier meurt à l'âge de 26 ans.
En 1840, elle expose de nouveau, sous le nom de Sophie Rochard.
Elle reçoit des commandes officielles pour étoffer les collections du roi de France Louis-Philippe, notamment des portraits de personnalités qui rejoindrons le musée de l'Histoire de France à Versailles.
Les catalogues du Salon mentionnent son adresse parisienne au no 10 (ancien) de la rue Neuve-des-Mathurins.
Elle meurt dans le 5e arrondissement de Paris le 14 avril 1874.

## Œuvres
- Orléans, musée des Beaux-Arts: 
  - Atala au tombeau. D'après Anne-Louis Girodet de Roucy-Trioson (1767-1824), huile sur toile, 102 x 131 cm[7];
  - Le chevalier Dunois, vers 1829, huile sur toile, 138 x 113 cm[8].
- Versailles, musée de l'Histoire de France :
  - Pierre de Montesquiou d'Artagnan (1645-1725), 1834, huile sur toile, 71 × 55 cm[9].
  - Antoine III de Gramont (1604-1678), 1835, huile sur toile, 73 × 57 cm[10].
  - Louis d'Orléans (1703-1752), 1837, d'après l'œuvre de Charles Antoine Coypel conservée au château d'Eu, huile sur toile, 146 × 104 cm, copie réalisée à la demande du roi Louis-Philippe[11].
  - Claude de Lorraine, duc de Chevreuse (1578-1657), 1837, d'après une toile de la collection de Mlle de Montpensier au château d'Eu, 63 × 62 cm[12].
  - Léonor d'Orléans (mort en 1575), duc de Longueville, 1837, d'après une toile autrefois au château d'Eu, huile sur toile, 17 × 16 cm[13].
  - Antoine de Quélen de Stuer de Caussade (1706-1772), prince de Carency, comte de La Vauguyon, puis 1er duc de La Vauguyon (à Tonneins et Calonges) en août 1758, pair de France, 1838, d'après un portrait autrefois conservé dans la collection Bauffremont, huile sur toile, 78 × 65 cm, commande du roi Louis-Philippe[14].
  - Marguerite de Provence (1220-1295), reine de France, 1840, d'après un original autrefois dans la collection de Mlle de Montpensier au château d'Eu, huile sur toile, 30 × 31 cm[15].
  - Marie de Rohan-Montbazon (1600-1679), huile sur toile, 72 × 57 cm[16].

## Salons
- Salon de Paris[2] :
  - 1835 : Portrait de Mlle Antonia Lambert, médaille de 3e classe.
  - 1840 : Portait de Mme de la R…, pastel (no 1420) ; Mme W…, pastel (no 1421) ; M. le Dr R…, pastel (no 1422).
  - 1841 : Portrait de monsieur Antoine de Kontski, pastel (no 1724) ; Portait d'une jeune fille, pastel (no 1725).
  - 1842 : Portait de femme, (no 1627).